# Антипартійна група Маленкова, Кагановича, Молотова, Булганіна, Шепілова
Антипарті́йна гру́па Маленко́ва, Кагано́вича, Мо́лотова, Булга́ніна і присталого до них Шепі́лова — назва, що офіційно використовувалася в радянській пресі для позначення групи партійних діячів (В. М. Молотов, Г. М. Маленков, Л. М. Каганович), що спробували в червні 1957 р. змістити М. С. Хрущова з посади 1-го секретаря ЦК КПРС. Учасники групи, за окремими винятками, були старими соратниками Сталіна — їхній вплив став помітно зменшуватись після доповіді Хрущова на ХХ з'їзді КПРС. Д. Т. Шепілов підтримав групу, висловивши особисті претензії до Хрущова.
«Українська радянська енциклопедія» 1958 року так описує ці події.

| Вся партія, весь народ палко вітали історичні рішення XX з'їзду КПРС, в яких послідовно втілена ленінська генеральна лінія. Тільки групка відірваних від народу фракціонерів — Маленков, Каганович, Молотов, Булганін, Шепілов — намагалася зірвати здійснення курсу, виробленого XX з'їздом партії. Маленков, Каганович, Молотов протидіяли заходам партії по ліквідації наслідків культу особи. Учасники групи відірвались від життя країни, не бачили нових умов, нової обстановки, проявляли консерватизм, додержувались сектантських, догматичних поглядів у питаннях комуністичного будівництва. Вони намагались тягти партію назад, відкидаючи те, що породжується життям і випливає з інтересів розвитку радянського суспільства, з інтересів усього соціалістичного табору. …учасники групи, все далі скочуючись на антипартійні, неленінські позиції, стали на шлях фракційної боротьби проти керівництва партії. Об'єднавшись на антипартійній основі і вдавшись до інтриганських прийомів боротьби, вони влаштували таємну змову проти ЦК партії, добиваючись фракційними методами зміни керівних органів партії з тим, щоб змінити політику партії, повернути партію до неправильних методів керівництва, засуджених XX з'їздом. |

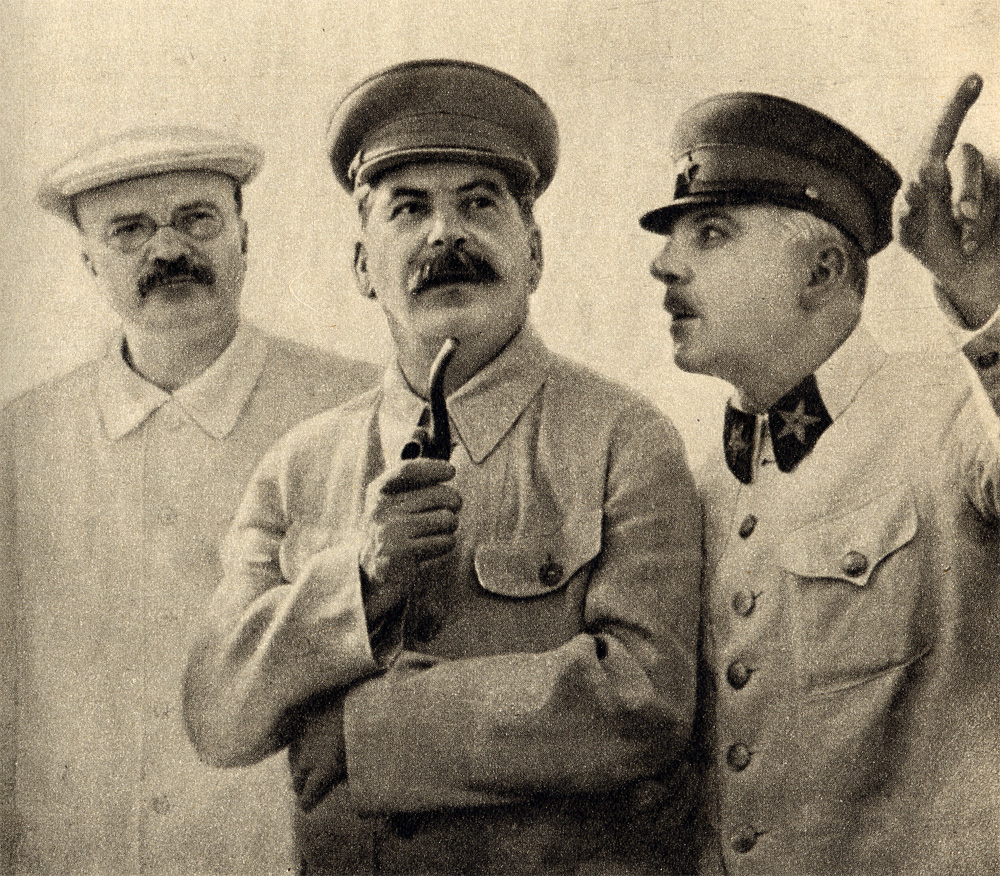
Молотов, Сталін і Ворошилов у 1937 році

Фактично склад групи був набагато ширшим — Пленум ЦК, який відкрив Г. К. Жуков зосередив критику на чотирьох учасниках групи та на їхніх злочинах у роки правління Сталіна, щоб переманити на сторону Хрущова інших учасників. Д. Т. Шепілов не брав участі у репресіях, однак Хрущов, котрий вважав його своїм висуванцем, хотів покарати його за зраду.
У результаті Пленуму ЦК КПРС, що відбувся в червні 1957 р. учасники групи були виведені зі складу Президії ЦК та з ЦК КПРС, зняті з керівних державних постів, а в 1962 р. виключені з партії.
XXI з'їзд КПРС схвалив рішення Червневого пленуму ЦК (1957). XXI з'їзд КПРС у своїй резолюції відзначав: 
| «Вдаючись до найпідліших прийомів фракційної боротьби, ця група намагалася зруйнувати єдність партії, звернути партію і країну з ленінського шляху… Центральний Комітет правильно зробив, рішуче засудивши і відкинувши геть мерзенну групу фракціонерів і розкольників. Викривши та ідейно розгромивши антипартійну групу, партія ще тісніше згуртувалася навколо Центрального Комітету під прапором марксизму-ленінізму». |
У групу також входили К. О. Ворошилов, М. О. Булганін, М. Г. Первухін, М. З. Сабуров, які спочатку «відбулись» меншими покараннями (Ворошилов до 1960 г. залишався Головою Президії ВР СРСР, Булганін до 1958 залишався Головою Ради Міністрів СРСР, Первухін був переведений із членів у кандидати в члени Президії ЦК (однак фактично перестав брати участь у його засіданнях), Сабуров — понижений до звичайного члена ЦК). Однак надалі й до них були застосовані санкції — зокрема, Булганін був позбавлений маршальського звання.